# Province de Huallaga
La province de Huallaga (en espagnol : Provincia de Huallaga) est l'une des dix  provinces de la région de San Martín, au Pérou. Son chef-lieu est la ville de Saposoa.

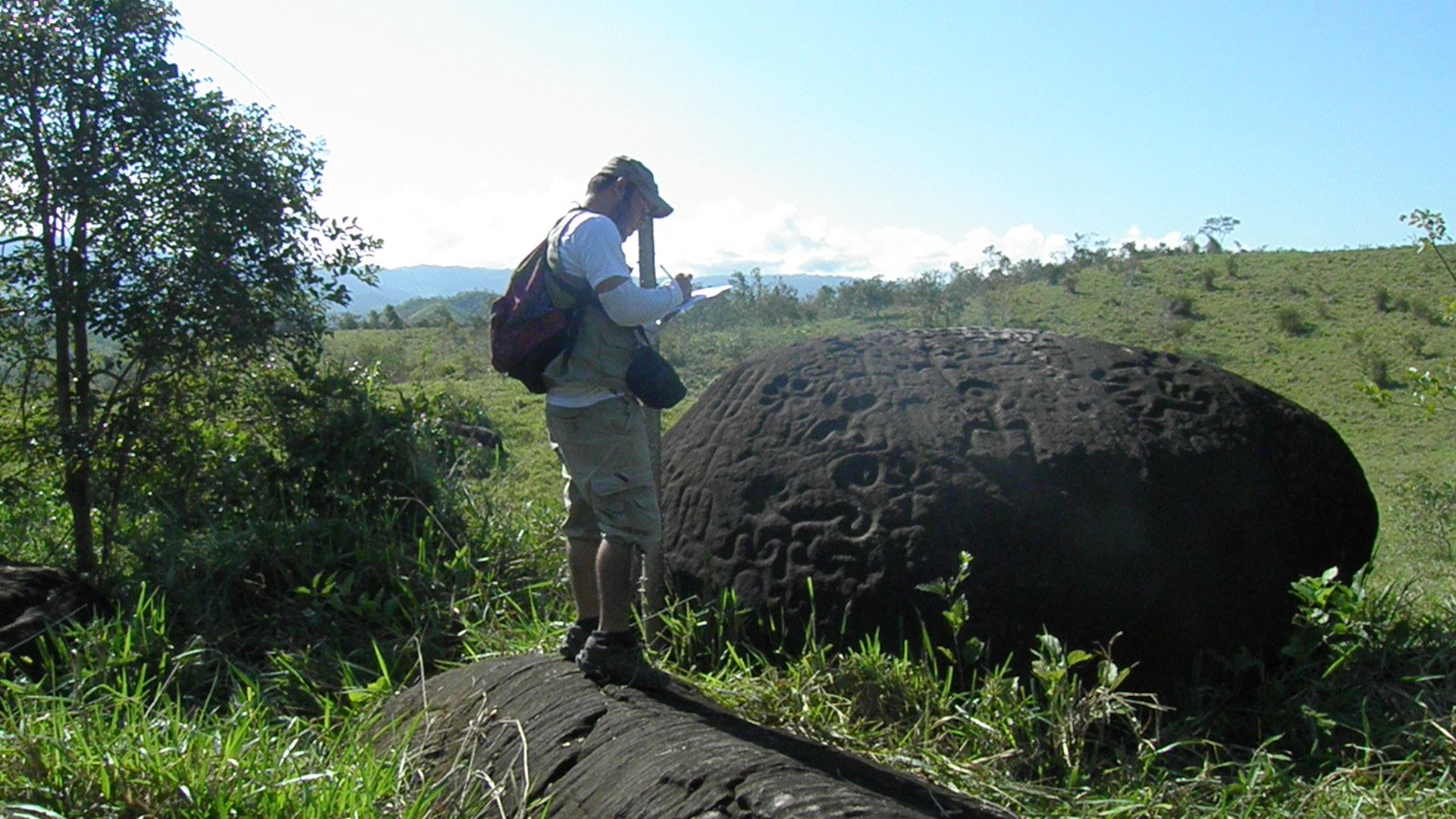
Les pétroglyphes de Siracuna dans le quartier de Saposoa.

## Géographie
La province couvre une superficie de 2 380,85 km2. Elle est limitée au nord par la région d'Amazonas et la province de Moyobamba, à l'est par la province d'El Dorado et la province de Bellavista, au sud par la province de Mariscal Cáceres et à l'ouest par la région de La Libertad.

## Population
La population de la province s'élevait à 22 193 habitants en 2005.

## Subdivisions
La province de Huallaga est divisée en six districts :
- Alto Saposoa
- El Eslabón
- Piscoyacu
- Sacanche
- Saposoa
- Tingo de Saposoa